# 나샤트 아크람
나샤트 아크람 아비드 알리 알에이사(아랍어: نشأت أكرم عبد علي العيسى, Nashat Akram Abid Ali Al-Eissa, 1984년 9월 12일 ~ )는 이라크의 전 축구 선수로 과거 포지션은 미드필더였다.

## 같이 보기
- A매치 100경기 이상 출전한 축구 선수 명단